# District de Los Santos
Pour les articles homonymes, voir Los Santos.
Los Santos est une municipalité panaméenne de la province du même nom dans la péninsule d'Azuero. Selon les données de l'INEC de 2010, la municipalité comptait 25 723 habitants enregistrés sur une superficie de 433 km2 (43 300 ha) et une densité de population de 59,4 habitants par km².
Plusieurs établissements humains se sont répartis dans la municipalité de Los Santos depuis l'Antiquité, mais la fondation de La Villa de Los Santos en 1569 a été le point de départ de la municipalité actuelle, avec la construction de l'église de San Atanasio, de la place Simón Bolivar et de l'hôtel de ville. À partir de ce moment, la population a considérablement augmenté, devenant une ville importante avec une économie forte basée sur l'agriculture, l'activité de pêche et le trafic de marchandises par le biais de son port fluvial.

## Toponymie
Los Santos tire son nom de la ville homonyme et chef-lieu, La Villa de Los Santos. Fondée au XVIe siècle par des immigrants castillans le jour de la Toussaint, elle tire son nom de cette célébration catholique. La Toussaint est une tradition chrétienne instituée en l'honneur de tous les saints, connus et inconnus, selon le pape Urbain IV, pour compenser l'absence éventuelle de fêtes des saints dans l'année par les fidèles. Il trouve son origine dans la fête celtique de Samhain ou Samaín. Les « saints » (santos) (du latin sanctus, -i ; « choisi par Dieu ») sont des hommes ou des femmes distingués dans diverses traditions religieuses pour leurs relations supposées particulières avec les divinités. Par la suite, toute la péninsule d'Azuero et actuellement la province du même nom s'appelleront Los Santos.

## Environnement physique
La municipalité de Los Santos est composée du centre urbain de La Villa de Los Santos, ainsi que de petits noyaux légèrement urbanisés ; de zones agricoles avec des cultures sèches et irriguées ; d'un élevage extensif et de subsistance ; et de zones forestières et marines composées de la forêt publique de la municipalité et de zones naturelles protégées (Refuge de la faune de Peñón de la Honda, Réserve forestière et marine de Santa Ana et Zone côtière protégée du Corregimiento del Espinal).

## Crédit d'auteurs
- (es) Cet article est partiellement ou en totalité issu de l’article de Wikipédia en espagnol intitulé « Distrito de Los Santos » (voir la liste des auteurs).